# Tercis-les-Bains
Tercis-les-Bains [tɛʁsis le bɛ̃] est une commune du Sud-Ouest de la France, située dans le département des Landes (région Nouvelle-Aquitaine). Elle est limitrophe au nord-est à la sous-préfecture, Dax, et dans son aire d’attraction. Ses habitants sont appelés les Tercisiens et Tercisiennes.  
Fondé pendant l’Antiquité, ce village entre le Luy et l’Adour est un lieu important du commerce fluvial. C’est avant tout une ville thermale : de nombreuses personnalités viennent se soigner dans les thermes aujourd’hui fermés. Au XVIIe siècle, elle est érigée en baronnie puis en marquisat, passant dans les mains des familles du Val puis de Verthamon.
Sur le blason de la commune figurent une fontaine, symbolisant l’activité thermale de la ville, un fossile d’ammonite, représentant les carrières de la commune où ont été découverts de nombreux fossiles, et trois bornes gauloises rappelant l’origine de son nom : à trois lieues de Dax.

## Toponymie
Pendant l'Antiquité, le village est nommé par les Romains Tercis Leucis (en français « trois lieues »), car il est situé à trois lieues de Dax sur la route vers Bayonne,. Ses habitants sont nommés Tercisiens et Tercisiennes.

## Géographie

### Localisation
La commune appartient à l'aire d'attraction de Dax et à l’agglomération du Grand Dax. Elle est située au confluent de l'Adour et du Luy.
| - OpenStreetMap Limite communale. |

### Communes limitrophes
Les communes limitrophes sont  Angoumé, Dax, Heugas, Mées, Oeyreluy, Rivière-Saas-et-Gourby et Siest.
| Angoumé                | Mées             | Dax      |
| Rivière-Saas-et-Gourby | Tercis-les-Bains | Oeyreluy |
| Siest                  | Heugas           |          |

### Climat
Pour des articles plus généraux, voir Climat de la Nouvelle-Aquitaine et Climat des Landes.
Historiquement, la commune est exposée à un climat océanique aquitain.  En 2020, Météo-France publie une typologie des climats de la France métropolitaine dans laquelle la commune est exposée à un climat océanique et est dans la région climatique  Littoral charentais et aquitain, caractérisée par une pluviométrie élevée en automne et en hiver, un bon ensoleillement, des hiver doux (6,5 °C), soumis à la brise de mer.
Pour la période 1971-2000, la température annuelle moyenne est de 13,5 °C, avec une amplitude thermique annuelle de 13,9 °C. Le cumul annuel moyen de précipitations est de 1 284 mm, avec 12,5 jours de précipitations en janvier et 7,9 jours en juillet. Pour la période 1991-2020, la température moyenne annuelle observée sur la station météorologique la plus proche, située sur la commune de Dax à 6 km à vol d'oiseau, est de 14,5 °C et le cumul annuel moyen de précipitations est de 1 155,2 mm,. Pour l'avenir, les paramètres climatiques de la commune estimés pour 2050 selon différents scénarios d’émission de gaz à effet de serre sont consultables sur un site dédié publié par Météo-France en novembre 2022.

## Urbanisme

### Typologie
Au 1er janvier 2024, Tercis-les-Bains est catégorisée bourg rural, selon la nouvelle grille communale de densité à sept niveaux définie par l'Insee en 2022.
Elle appartient à l'unité urbaine de Dax, une agglomération intra-départementale regroupant treize  communes, dont elle est une commune de la banlieue,,. Par ailleurs la commune fait partie de l'aire d'attraction de Dax, dont elle est une commune de la couronne,. Cette aire, qui regroupe 60 communes, est catégorisée dans les aires de 50 000 à moins de 200 000 habitants,.

### Occupation des sols

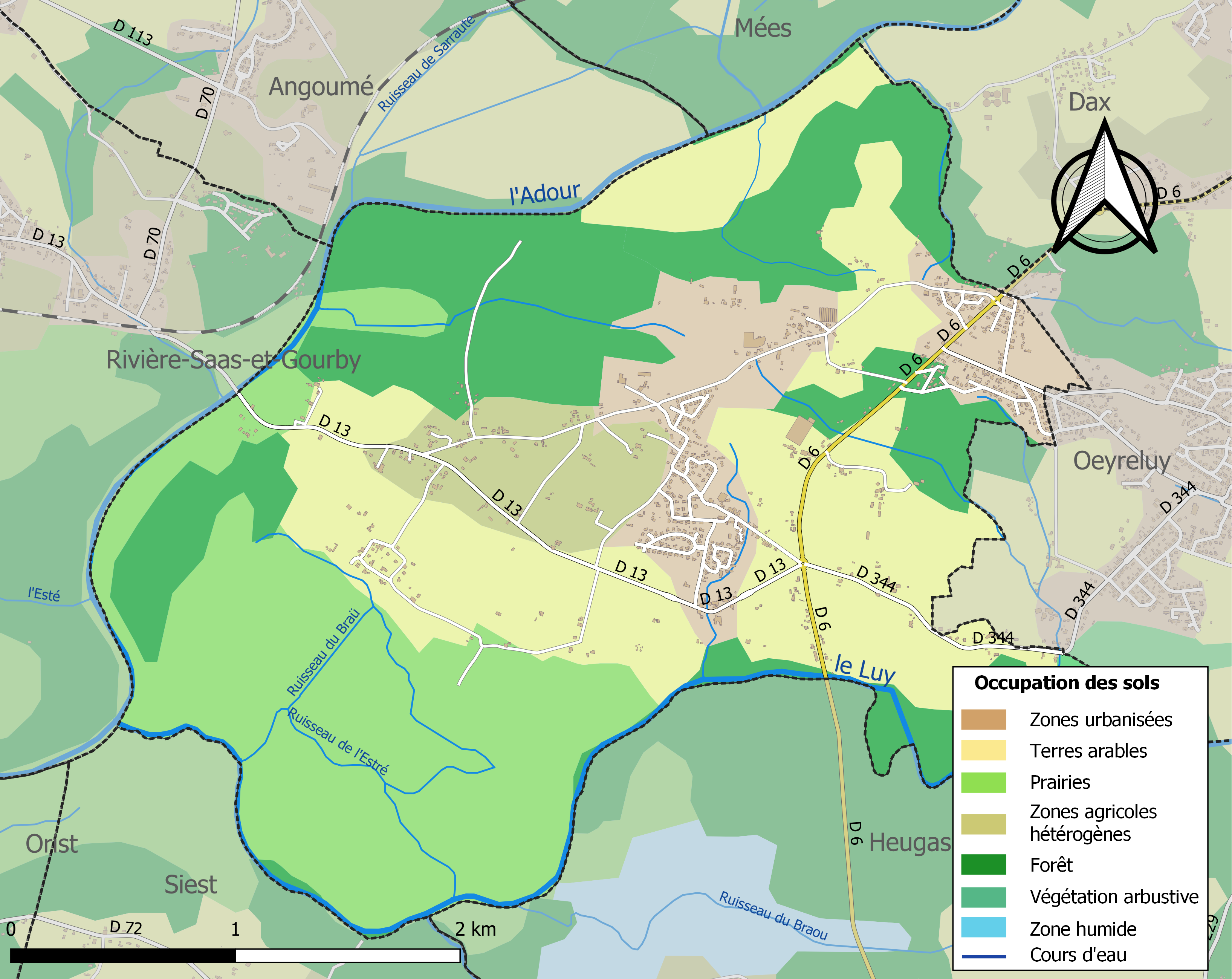
Carte des infrastructures et de l'occupation des sols de la commune en 2018 (CLC).

L'occupation des sols de la commune, telle qu'elle ressort de la base de données européenne d’occupation biophysique des sols Corine Land Cover (CLC), est marquée par l'importance des territoires agricoles (61,4 % en 2018), en diminution par rapport à 1990 (69,5 %). La répartition détaillée en 2018 est la suivante : terres arables (28,6 %), prairies (26,9 %), forêts (26,2 %), zones urbanisées (11,3 %), zones agricoles hétérogènes (5,9 %), milieux à végétation arbustive et/ou herbacée (1,1 %). L'évolution de l’occupation des sols de la commune et de ses infrastructures peut être observée sur les différentes représentations cartographiques du territoire : la carte de Cassini (XVIIIe siècle), la carte d'état-major (1820-1866) et les cartes ou photos aériennes de l'IGN pour la période actuelle (1950 à aujourd'hui).

### Risques majeurs
Le territoire de la commune de Tercis-les-Bains est vulnérable à différents aléas naturels : météorologiques (tempête, orage, neige, grand froid, canicule ou sécheresse), inondations, mouvements de terrains et séisme (sismicité faible). Il est également exposé à un risque technologique, le transport de matières dangereuses, et à un risque particulier : le risque de radon. Un site publié par le BRGM permet d'évaluer simplement et rapidement les risques d'un bien localisé soit par son adresse soit par le numéro de sa parcelle.

#### Risques naturels
La commune fait partie du territoire à risques importants d'inondation (TRI) de Dax, regroupant 13 communes concernées par un risque de débordement de l'Adour et du Luy, un des 18 TRI qui ont été arrêtés fin 2012 sur le bassin Adour-Garonne. Les événements significatifs antérieurs à 2014 sont les crues de l'Adour de 1770, 1879, 1952, 1981 et 2014. La crue du 6 avril 1770 est la plus forte crue enregistrée. La crue de février 1952 constitue quant à elle la crue de référence sur de nombreux secteurs du bassin de l’Adour. Des cartes des surfaces inondables ont été établies pour trois scénarios : fréquent (crue de temps de retour de 10 ans à 30 ans), moyen (temps de retour de 100 ans à 300 ans) et extrême (temps de retour de l'ordre de 1 000 ans, qui met en défaut tout système de protection). La commune a été reconnue en état de catastrophe naturelle au titre des dommages causés par les inondations et coulées de boue survenues en 1988, 1999, 2009, 2014 et 2020,.
Les mouvements de terrains susceptibles de se produire sur la commune sont des affaissements et effondrements liés aux cavités souterraines (hors mines) et des tassements différentiels. Par ailleurs, afin de mieux appréhender le risque d’affaissement de terrain, un inventaire national permet de localiser les éventuelles cavités souterraines sur la commune.

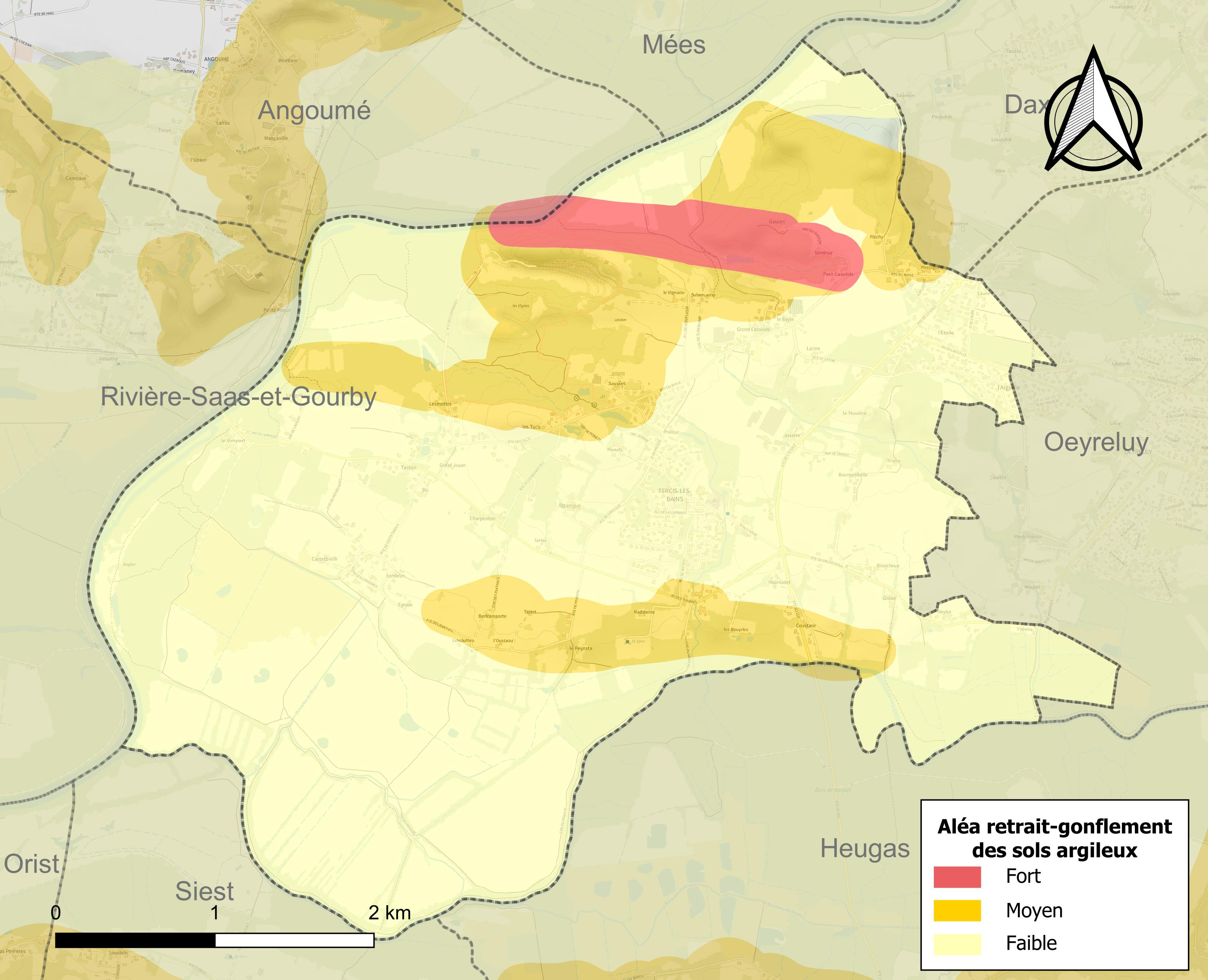
Carte des zones d'aléa retrait-gonflement des sols argileux de Tercis-les-Bains.

Le retrait-gonflement des sols argileux est susceptible d'engendrer des dommages importants aux bâtiments en cas d’alternance de périodes de sécheresse et de pluie. 24,7 % de la superficie communale est en aléa moyen ou fort (19,2 % au niveau départemental et 48,5 % au niveau national). Sur les 522 bâtiments dénombrés sur la commune en 2019, 74 sont en aléa moyen ou fort, soit 14 %, à comparer aux 17 % au niveau départemental et 54 % au niveau national. Une cartographie de l'exposition du territoire national au retrait gonflement des sols argileux est disponible sur le site du BRGM,.
Concernant les mouvements de terrains, la commune a été reconnue en état de catastrophe naturelle au titre des dommages causés par des mouvements de terrain en 1999.

#### Risques technologiques
Le risque de transport de matières dangereuses sur la commune est lié à sa traversée par une ou des infrastructures routières ou ferroviaires importantes ou la présence d'une canalisation de transport d'hydrocarbures. Un accident se produisant sur de telles infrastructures est susceptible d’avoir des effets graves sur les biens, les personnes ou l'environnement, selon la nature du matériau transporté. Des dispositions d’urbanisme peuvent être préconisées en conséquence.

#### Risque particulier
Dans plusieurs parties du territoire national, le radon, accumulé dans certains logements ou autres locaux, peut constituer une source significative d’exposition de la population aux rayonnements ionisants. Selon la classification de 2018, la commune de Tercis-les-Bains est classée en zone 2, à savoir zone à potentiel radon faible mais sur lesquelles des facteurs géologiques particuliers peuvent faciliter le transfert du radon vers les bâtiments.

## Histoire

### Moyen âge
Le village est fondé pendant l'antiquité entre l’Adour et le Luy. Au Moyen Âge, il est centré sur le château du Peyrous, l’église du Bénédit, centre du premier archiprêtré de Dax en 1280, les thermes, transformés en léproseries pour soigner les maladies de peau notamment des croisés, et le vimport, qui sert d’escale aux bateaux qui naviguent sur l’Adour entre Mont-de-Marsan, Dax, Labenne et Bayonne. 

### Époque moderne
En 1663, Jean du Val, seigneur de Tercis, obtient de Louis XIV la création d’un marché se déroulant tous les mardis. En 1685, Tercis est érigé en marquisat. À cette époque, la reine d’Espagne Marie-Anne de Neubourg, l’amiral Louis Charles du Chaffault de Besné et le corsaire Étienne Pellot viennent à Tercis pour s’y soigner. À cause des crues du Luy et de la chute en ruine du Peyrous et de l’église, le centre du village se déplace au nord des thermes, hors d’atteinte des crues et inondations. Son secteur agricole devient florissant grâce à la déforestation, le défrichage, l’assainissement et l’ensemencement des sols et les plantations. À la fin du XVIIIe siècle, le magistrat et géologue Jacques-François de Borda d'Oro mène des fouilles archéologiques à Tercis, où il découvre de nombreux silex et carbonates.  

### XIXesiècle
Les archives départementales des Landes conservent quatre cadastres de la commune datés de 1826 réalisés par les géomètres de Comeau et Nolibois : une vue générale de la commune, la section A, dite du Vimport, la section B, dite du Bourg et la section C dite de Corta. 
En 1830, la nouvelle église, bâtie à l’aide des matériaux de l’ancienne, est ouverte au culte. Deux ponts à péages sont bâtis : sur le Luy en 1848 et sur l’Adour en 1853. Le peintre et maire Paul Joseph Corta fait bâtir le château Lartigue en 1885. À cette époque, Eugène Bure, comte d’Orx et fils naturel de Napoléon III, se soigne aux thermes. 

### XIXeetXXesiècles
En 1937, la commune change son nom de Tercis à Tercis-les-Bains, et est érigée sur le rond-point de la vierge une statue dédiée à Notre-Dame des voyageurs, qui aurait sauvé un groupe de Tercisiens lors du déraillement de leur train pendant un pèlerinage vers Rome. Pendant l’après guerre, on compte parmi les curistes l’actrice Simone Berriau et l’écrivain Pierre Benoit. Des lotissements sont construits grâce à la finalisation, en 1973, des systèmes d’adduction d'eau et, en 1983, de la station d’épuration. Sont construits : une nouvelle mairie en 1977, une salle de sport en 1981, un nouveau pont sur l’Adour en 1989, une cantine scolaire en 1992, une bibliothèque-médiathèque en 2003, une nouvelle mairie en 2008, une maison médicale en 2009 et une salle multi-activités en 2010. Les thermes ferment en 2005 et le lavoir est réaffecté en 2008.

### Seigneurs, marquis et barons de Tercis

#### Famille du Val
- Jean du Val naît le 16 août 1614 à Bordeaux. Il est le fils de Jacques du Val, avocat au parlement de Bordeaux, et de Bartholomée de Gaufreteau. Également conseilleur au parlement de Bordeaux, il en est son doyen. Il est seigneur de Tercis jusqu’à sa mort, le 2 novembre 1681 à La Réole[29];
- Jacques du Val naît en 1636. Il est le fils de Jean du Val et de Catherine de Voysin. Il est également conseiller au parlement de Bordeaux et marquis de Tercis. Il meurt le 7 avril 1700 à Bordeaux[30].

#### Famille de Verthamon
- Martial de Verthamon naît le 21 mai 1719 à Bordeaux. Il est le fils de Catherine de Verthamon et de Jacques-Martial de Verthamon, baron de Chalucet et conseiller au parlement de Bordeaux, lui-même petit-fils de Jacques du Val par l’intermédiaire de Angélique-Thérèse du Val. Il est conseiller au parlement de Bordeaux, seigneur d’Ambloy et baron de Tercis. Il meurt le 28 novembre 1787 à Bordeaux[31];
- Jean-Baptiste de Verthamon naît le  22 mars 1758 à Bordeaux. Il est le fils de Martial de Verthamon et de Marie-Thérèse de Caupos, dame de Biscarrosse. Il est marquis de Tercis, comte d’Ambloy, baron de Chalusset, seigneur de La Sarlague. Il est capitaine au régiment Royal-Piémont cavalerie et chevalier de l’Ordre royal et militaire de Saint-Louis. Il meurt le 3 décembre 1841 à Bordeaux et est inhumé au cimetière de la Chartreuse[32].

## Héraldique
| Blason de Tercis-les-Bains | Blason  | Coupé: au 1er parti au I d'azur à la fontaine jaillissante de huit jets d'argent, au II d'argent au fossile d'ammonite au naturel, au 2e de sinople à trois bornes gauloises d'argent. |
| Blason de Tercis-les-Bains | Détails | Le statut officiel du blason reste à déterminer. |

## Politique et administration

### Élections successives
Lors du premier tour des élections municipales de 2020, 372 des 228 inscrits (40,09 %) se déplacent au bureau de vote et l’intégralité des 328 suffrages exprimés (35,34 % des inscrits) vont à la liste « Tercis Proche de Chez Vous » menée par Hikmat Chahine.
Pendant le second tour des élections législatives de 2022, 479 habitants de la commune (52,63 %) votent. Le député sortant Lionel Causse (investi par Renaissance) récolte la majorité des suffrages, avec 264 voix (55,11 %), face à Jean-Marc Lespade (investi par la Nouvelle Union populaire écologique et sociale) qui obtient 215 voix (44,89 %).
Pendant le second tour des élections législatives de 2024, 778 habitants de la commune (75,46 %) votent. Le député sortant Lionel Causse (investi par Renaissance) récolte la majorité des suffrages, avec 411 voix (57 %), face à Ludovic Biesbrouck (investi par le Rassemblement national) qui obtient 310 voix (43 %).

### Maires successifs
| Période                                  | Période    | Identité         | Étiquette | Qualité   |
| ---------------------------------------- | ---------- | ---------------- | --------- | --------- |
| 1995                                     | avril 2011 | Jean-Marc Dubis  | MoDem     | Retraité  |
| mai 2011                                 | 2020       | Geneviève Scarsi | MoDem     | Retraitée |
| 2020                                     | En cours   | Hikmat Chahine   |           |           |
| Les données manquantes sont à compléter. |            |                  |           |           |

### Politique environnementale
La commune s’est vu décerner en 2024 une fleur par le conseil national de villes et villages fleuris,.

## Démographie
| 1793 | 1800 | 1806 | 1821 | 1831 | 1836 | 1841 | 1846 | 1851 |
| ---- | ---- | ---- | ---- | ---- | ---- | ---- | ---- | ---- |
| 399  | 326  | 342  | 514  | 550  | 561  | 590  | 617  | 655  |

| 1856 | 1861 | 1866 | 1872 | 1876 | 1881 | 1886 | 1891 | 1896 |
| ---- | ---- | ---- | ---- | ---- | ---- | ---- | ---- | ---- |
| 698  | 700  | 742  | 673  | 688  | 712  | 682  | 675  | 692  |

| 1901 | 1906 | 1911 | 1921 | 1926 | 1931 | 1936 | 1946 | 1954 |
| ---- | ---- | ---- | ---- | ---- | ---- | ---- | ---- | ---- |
| 679  | 633  | 640  | 602  | 595  | 582  | 571  | 549  | 535  |

| 1962 | 1968 | 1975 | 1982 | 1990 | 1999  | 2006  | 2011  | 2016  |
| ---- | ---- | ---- | ---- | ---- | ----- | ----- | ----- | ----- |
| 554  | 600  | 612  | 790  | 966  | 1 035 | 1 146 | 1 164 | 1 184 |

| 2021  | 2022  | - | - | - | - | - | - | - |
| ----- | ----- | - | - | - | - | - | - | - |
| 1 307 | 1 331 | - | - | - | - | - | - | - |

## Culture locale et patrimoine

### Lieux et monuments

#### Église
En 1819, Henri-Nicolas de Caupenne de Saint-Pée (mort à Dax en 1835) projette la création d’une église à Tercis. En 1821, l’architecte départemental Augustin Artaud (ou Arthaud). Il dirige les travaux qui sont menés de 1825 au 21 décembre 1831 par l’entrepreneur Thévenin. Un plan de clocher est dessiné entre 1847 et 1848 et il est construit en 1848 par Boubé, architecte municipal de Dax. 
C’est une église de style néoclassique, avec un vaisseau rectangulaire unique entouré de trois galeries à arcades en plein cintre sur des piliers carrés. Elle est éclairée par des fenêtres hautes cintrées, et sa tribune sur le mur occidental est posée sur deux colonnes toscanes. Le clocher porche est coiffé d’un toit à l’impériale et d’une flèche octogonale en ardoise. La sacristie barlongue est située au sud-est, et le presbytère à l’est. Les murs sont composés de moellon calcaire couvert d’enduit, et les piliers des arcades extérieures et les encadrements des baies sont en pierre de taille.

#### Autres monuments
- La commune accueille un établissement thermal qui a fonctionné jusqu'en 2001 pour exploiter les eaux souterraines à caractère sulfureux pour le traitement de certaines affections qui ont donné son nom à la ville (à l'évidence, la proximité avec les bains millénaires de la ville de Dax a une signification hydrologique sous-jacente).
- Les carrières de Tercis constituent un site exceptionnel du patrimoine géologique mondial car en 2001 elles ont été adoptées comme section de référence (stratigraphique) internationale pour la limite des étages Campanien et Maastrichtien. Depuis 2010 un projet de gestion et de valorisation du site est à l'étude avec l'appui technique du Conservatoire d'espaces naturels d'Aquitaine (CEN Aquitaine). Le site a été intégré en 2012 à la Stratégie de Création d'Aires Protégées (SCAP) de la région Aquitaine et fera l'objet d'une étude de préfiguration pour son classement en 2013. Cette étude est conduite par le CEN Aquitaine en collaboration avec la Fédération de chasse des Landes, le CPIE Seignanx-Adour et la Réserve naturelle géologique de Saucats-la-Brède. En juillet 2015 est intervenu le classement de la réserve naturelle régionale du site des carrières de Tercis-les-Bains.

### Personnalités liées

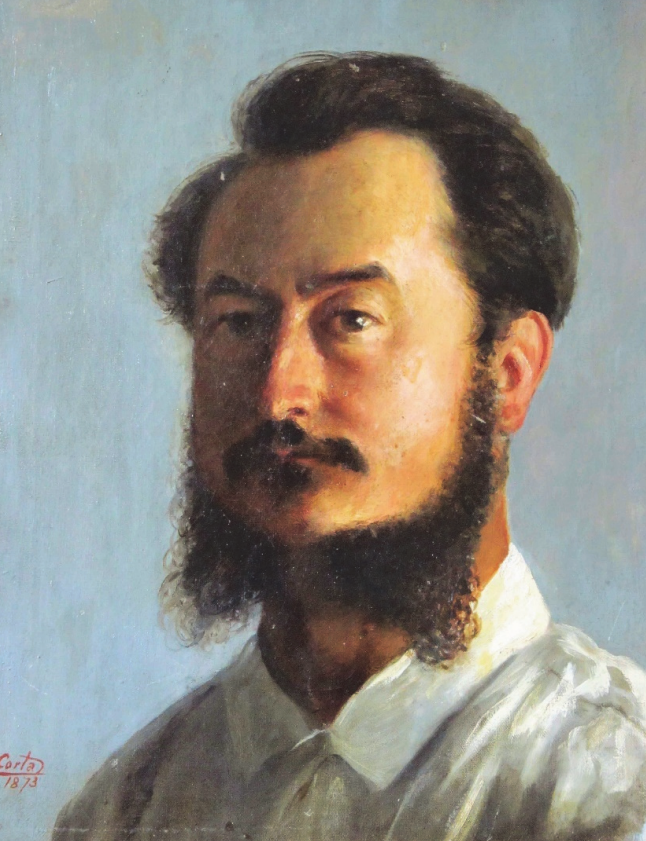
Autoportrait de Paul Joseph Corta (1883).

- Paul Joseph Corta naît le 6 février 1837 à Dax[43]. Peintre de genre, il est l’élève d’Achille Zo et de Léo Drouyn. Son œuvre demeure méconnue du grand public car il peint majoritairement pour sa famille et ses amis. Plusieurs de ses œuvres sont néanmoins inscrites à l’inventaire général du patrimoine culturel[44]. Il est maire de la Tercis, et fait construire en 1885 le château Lartigue face à Pey, Saint-Lon-les-Mines et les Pyrénées[1]. Il meurt le 12 avril 1900 dans la commune[43];
- Claude Boniface naît le 5 mars 1930 dans la commune[45]. Il joue pour le club de rugby à XV de l'Union sportive dacquoise en junior (il est même capitaine de l'équipe) et remporte à deux reprises la coupe Frantz-Reichel en 1949 et 1950. En sénior, il atteint la finale du championnat de France 1956, mais les dacquois sont vaincus par le FC Lourdes[46]. Il est cafetier en parallèle de sa carrière sportive, et il meurt le 14 mai 2002 à Dax à l’âge 72 ans[45];